# Interconnection
Interconnection (IC) (zu Deutsch: Verbindung untereinander) bezeichnet die Zusammenschaltung mehrerer unabhängiger Netzwerke. Speziell wird dies auf die Zusammenschaltung öffentlicher Telefonnetze angewendet, bei der Interconnection-Entgelte (IC-Gebühren) verrechnet werden. Für das Internet sind Interconnections grundlegend. Weiter wird die Bezeichnung bei überregionalen Stromnetzen in Nordamerika im Bereich der North American Electric Reliability Corporation verwendet, welche durch Zusammenschluss mehrere größere, zueinander asynchrone Verbundnetze mittels Interconnections gekennzeichnet sind.

## Kommunikationstechnik
Der Begriff Interconnection findet allgemeine Verwendung bei Verbindungsnetzwerken, bei denen der Begriff Verbindung (engl. Connection) schon geläufig ist. Er ist seit langem präsent im übergeordneten OSI-Modell, ausgesprochen Open Systems Interconnection, der die Verbindung offener Systeme durch Zusammenschaltung per Netzwerk beschreibt.
Im Sprachgebrauch meint Interconnection regelmäßig nicht die einfache Zusammenschaltung einzelner Rechner und Endstellen – dafür ist „Netzwerk“ und „Verbindung“ geläufig –, sondern die Zusammenschaltung größerer Netzwerke und mehrteiliger Gesamtsysteme.
Diese Zusammenschaltung unabhängiger Netzwerke erfolgt regelmäßig über Koppelstationen, die als Einzelsystem Verbindung zu beiden Netzwerken hat. Der Begriff Interconnect wird dann auf die Funktion dieser Koppelstation angewendet werden, der Begriff Interconnection auf die Gesamtheit der vermittelten Verbindungen, wobei eine Überschneidung mit dem OSI-Begriff existiert.
Bei der Verbindung von Netzwerken im Internet, speziell der Zusammenschaltung der Transportnetze größerer Provider, spricht man spezieller vom Peering der Netze. Statt von Interconnection-Entgelten spricht man hier von den Peering-Entgelten, die jedoch meist entfallen, und nur beim Durchleiten über einen dritten Provider erhoben werden.

## Telefonnetze
Öffentliche Telefonnetze als auch nationale staatliche Telefonnetze entstanden, die teils nach sehr unterschiedlichen Regeln errichtet wurden. Innerhalb des nationalen Telefonnetzes ist die Gebührenerfassung eindeutig, bei der Zusammenschaltung im internationalen Rahmen wurden Regelungen notwendig, wie Durchleitungsgebühren verrechnet werden. Statt Entgelte für „Verbindungen“ (engl. connection) wurde ein weiterer Begriff notwendig.
Mit der Zeit hat sich für diese innere Verbindung im internationalen Rahmen der Begriff der Interconnection-Entgelte verbreitet. Dieses wurde übernommen, als Ende des 20. Jahrhunderts die nationalen Telefonnetze für den Wettbewerb geöffnet wurden. Die Verrechnung der Entgelte der Zusammenschaltung der konkurrierenden Telefonnetze wurde dabei komplexer.
Besondere Bedeutung hat der Begriff der IC-Gebühren, wenn er nicht als reine Kostenerstattung Anwendung findet, sondern Teil der Profitorientierung privatisierter Unternehmen ist. Dies kann etwa bei Bahamas-Verbindungen auftreten, die große Callcenter haben, und allein aus dem Überschuss der Entgeltverrechnung ihr Einkommen finden, ohne spezielle 0190er Entgeltverrechnung nutzen zu müssen.
Im Bereich des Mobilfunks haben die privaten Telefonnetze die IC-Gebühren verwendet, um Kundengruppen stärker an den Netzbetreiber zu binden. Die Verbindungsgebühren innerhalb des Telefonnetzes sind dabei billiger als Verbindungen zu konkurrierenden Mobilfunk-Netzen, obwohl diese den gleichen territorialen Bereich überspannen. Die IC-Gebühren im Mobilfunk können daher Ziel von Erlässen der Wettbewerbsbehörden sein.

## Einzelnachweis
1. ↑  Internet Interconnections. Agentur der Europäischen Union für Cybersicherheit, archiviert vom Original am 15. Oktober 2024; abgerufen am 4. Juni 2025 (englisch).